# Demokratska Kampućija
Demokratska Kampućija (khmerski: ) je bila bivša komunistička država na području današnje Kambodže koja je postojala od 1975. do 1979. godine. Demokratska Kampućija nastala je nakon što su snage Crvenih Kmera predvođene Pol Potom svladale Lon Nolovu Kmersku Republiku tjekom građanskog rata 1975. godine. Ubrzo nakon smjene režima, uspostavljena je diktatura pod kojom su gotovo sve aktivnosti i djelatnosti u državi stavljene pod kontrolu vladajuće Komunističke partije Kampućije, koja je jedno vrijeme samu sebe nazivala Angkar (hr. "Organizacija"). U četiri godine postojanja država je počinila niz zločina nad vlastitim stanovništvom (ubojstva, masakri, pogubljenja, etnički i vjerski progoni, mučenja) što je dovelo do nestanka gotovo četvrtine tadašnjeg stanovništva, odnosno između jednog i dva milijuna ljudi.
Demokratska Kampućija je de facto prestala postojati 1979. godine, nakon što je Vijetnam na nju izvršio invaziju i uspostavio sebi lojalnu NR Kampućiju. Vijetnamska invazija bila je reakcija na masakr što ga je Pol Potov režim izvršio nad Vijetnamcima, ali i na napade Crvenih Kmera na vijetnamska sela. Crveni Kmeri su nakon ovog napada pobjegli na sjever uz granicu s Tajlandom, gdje su se regrupirali i održavali Demokratsku Kampućiju postojanom na teritoriju što su ga kontrolirali. Provijetnamska NR Kampućija nikada nije bila u cijelosti međunarodno priznata, tako da je predstavnik Crvenih Kmera i dalje držao položaj u Ujedinjenim narodima, a većina stranih država je i dalje nastavila priznavati Demokratsku Kampućiju kao jedinu legitimnu državu na području Kambodže.
Režim Crvenih Kmera u izgnanstvu u konačnici je prestao postojati 1991. godine potpisivanjem Pariškog mirovnog sporazuma, s tim da su njihovi gerilci i dalje kontrolirali dijelove zemlje sve do 1998. godine.

## Povijest

### Pad Phnom Penha i pobjeda Crvenih Kmera
Kada je 1970. godine premijer Lon Nol svrgnuo princa Sihanouka s vlasti, Kambodžanski građanski rat, koji se od 1967. godine vodio paralelno s Vijetnamskim ratom, došao je do prekretnice. Dotadašnja monarhija je ukinuta, a na njenom mjestu je osnovana Kmerska Republika. Crveni Kmeri, koji su dotad kao gerilci ratovali protiv monarhije, dobili su novog protivnika, koji je još oštrije reagirao na komunističke pobunjenike. S druge strane, svrgnuti Sihanouk je u Pekingu formirao vladu u izgnanstvu (GRUNK) te je osnovao jedinstveni front (FUNK) sa svojim dotadašnjim protivnicima Crvenim Kmerima. U cilju da svrgnu Lon Nola komunisti su tako dobili novog saveznika, međutim politički ciljevi unutar FUNK-a nisu se poklapali. Lon Nolov režim je nastavio žestoku borbu protiv komunističkih gerilaca, a podršku su mu pružile i Sjedinjene Američke Države, koje su u dva niza zračnih bombardiranja (operacije Menu i Freedom Deal) ciljale položaje Crvenih Kmera.
Ipak, s vremenom se pokazalo kako je Kmerska Republika bila u rasulu te kako takva nije bila dorasla sve organiziranijim i sve brojnijim gerilskim skupinama Crvenih Kmera. Do 1973. godine Crveni Kmeri kontrolirali su gotovo dvije trećine zemlje i na tom su području već započeli s procesom radikalne kolektivizacije. U razgovoru s novinarkom Elizabeth Becker iz 1978. godine, Pol Pot je objasnio razloge ovakve odluke:
Kako je vrijeme odmicalo Crveni Kmeri su imali sve više vojnih uspjeha, dok je Lonov režim postupno propadao. Jačanjem svojeoporbe Crveni Kmeri su postajali sve više neovisni u odnosu na svoje saveznike iz Sjevernog Vijetnama. Nakon osvajanja Neak Luonga 1. travnja 1975. godine, Crveni Kmeri su imali otvoren put prema Phnom Penhu. Uvidjevši neizbježnost poraza Lon Nol je istoga dana napustio zemlju i pobjegao za Sjedinjene Američke Države, otpor pobjedonosnom ulasku Crvenih Kmera jse ugasio. Trijumfalni ulazak u Phnom Penh uslijedio je 17. travnja iste godine, što je označilo konačni kraj Kmerske Republike i uspostavu države Kampućije, koja će početkom 1976. godine promijeniti ime u Demokratska Kampućija.

### Izgradnja i konsolidacija režima
Kada su Crveni Kmeri došli na vlast, narod mahom nije znao ništa o identitetima stvarnih vođa pokreta koji je preuzeo kontrolu nad zemljom. Khieu Samphan, Hu Nim i Hou Yuon (s tim da je potonji vjerojatno likvidiran u travnju 1975. godine) bili su eksponirane ličnosti pokreta u javnosti, dok je Saloth Sar, koji se tada još uvijek nije zvao Pol Pot, preferirao djelovati iz sjene. Uz to, Norodom Sihanouk je na samom početku vladavine Crvenih Kmera još uvijek figururao kao načelni šef države (ono što će kasnije postati predsjednik Državnog prezidija), tako da je narod ostao u priličnom neznanju. Činjenica da vladajuću strukturu sačinjava kadar Komunističke partije Kampućije bila je poznata samo uskom krugu vođa Crvenih Kmera, dok javnost i članovi tih organizacija te činjenice nisu bili svjesni. Crveni Kmeri su se kambodžanskom narodu predstavili kao da djeluju u ime Angkara (kmerski: អង្ការ; hr. "Organizacija"), što je bilo ime iza kojega se skrivala Partija.
Istoga dana nakon što su pobjedonosno ušli u Phnom Penh, Crveni Kmeri su naredili prisilnu evakuaciju cjelokupnog stanovništva glavnoga grada (oko 2 500 000 ljudi) pod izlikom navodnog američkog bombardiranja, a kasnije ju pravdajući time da nova vlast ne bi bila u mogućnosti osigurati dovoljno hrane za cjelokupno urbano stanovništvo. Trebalo je narod dovesti do namirnica, a ne namirnice do naroda. Grad je ubrzo bio gotovo u potpunosti prazan, međutim evakuacija je provedena u katastrofalnim uvjetima zahvaljujući kojima je umrlo vjerojatno više od 10 000 ljudi. U praznom Phnom Penhu, Partija je od 20. do 24. svibnja održala tajnu konferenciju na kojoj su prisustvovali svi partijski službenici iz zemlje te časnici oružanih snaga. Pol Pot i Nuon Chea su na toj konferenciji iznijeli svoj plan za čistku stanovništva putem evakuacija i brisanja gradova, proces koji je u slijedećim tjednima proveden u Battambangu, Kampong Chamu, Siem Reapu, Kampong Thomu i drugim urbanim centrima, zatim iskorijenjivanja eradikacije budizma i ukidanja svih oblika trgovine. Crveni Kmeri su željeli stvoriti zemlju seljaka u kojoj bi korupcija i "parazitizam gradskog života" bili potpuno izbrisani, a sve s ciljem realizacije ideje o stupnju potpunog komunizma. Početni plan Crvenih Kmera bio je zamijeniti dotadašnju valutu novom revolucionarnom valutom, koja bi bila tiskana u NR Kini, međutim vrh organizacije, posebice Ta Mok, zalagao se za potpuno ukidanje novca i povratak sustava robne razmjene. Pol Pot se dao uvjeriti tako da je 19. rujna objavljeno potpuno ukidanje novca u Kambodži. Riel je stavljen izvan snage, a preostale su rezerve uskladištene u Phnom Penhu. Čini se doduše kako je ideja o ukidanju novca članovima partije objavljena još na tajnom sastanku iz svibnja, ali je u međuvremenu tokom ljeta donesena kontradiktorna odluka temeljem koje su određene količine novca privremeno distribuirane po većim dijelovima zemlje, ali su nakon odluke iz rujna nanovo povučene. Ubrzo je provedena i administrativna reforma temeljem koje je država podijeljena na šest zona (sedma je dodana kasnije), kojima su upravljali tročlani odbori sastavljeni od članova Partije.
Nekoliko mjeseci nakon što su Crveni Kmeri preuzeli kontrolu nad državom, nikakva formalna vlada nije uspostavljena na teritoriju Kambodže. Norodom Sihanouk je, kao što je ranije rečeno, formalno bio šef države, dok je njegov bliski suradnik Penn Nouth bio premijer. Međutim, boraveći u egzilu u Pekingu njih dvojica nisu imali nikakvu stvarnu vlast te su Crveni Kmeri nesmetano organizirali državu prema svojim idejama. Tijekom tih mjeseci, stvarna priroda vlasti u Kambodži bila je prilično nejasna. Naime, formalnu vlast u zemlji držala je koalicijska vlada GRUNK, ali zbog odsutnosti njezinih čelnika ista nije imala faktičnu vlast. S druge strane, Crveni Kmeri jesu držali faktičnu vlast u zemlji te su naveliko provodili njima prikladne reforme, ali isti nisu bili formalni čelnici zemlje, niti su imali uspostavljenu vladu. U kolovozu 1975., Vorn Vet, Ieng Sary i Son Sen postali su vicepremijeri s ministarskim funkcijama, što je bio prvi korak ka uspostavi stvarne vlade na teritoriju Kambodže. Ipak, proces je zaustavljen upravo zato što uloga Sihanouka u novoj vlasti nije bila jasno definirana.
Dana 9. rujna 1975. godine, Sihanouk je u pratnji Penna Noutha posjetio Kambodžu vrativši se tako po prvi put u zemlju nakon pet godina izgnanstva. Po dolasku u zračnu luku u Phnom Penhu, Sihanouka je dočekala skupina redovnika i mladih militanata Crvenih Kmera. Tijekom tri tjedna koliko je posjet trajao Sihanouk je dobio najbolji mogući tretman, a društvo mu je većinu vremena pravio Khieu Samphan. S druge strane, Pol Pot i Nuon Chea, glavni vođe Crvenih Kmera, nisu se susreli sa Sihanoukom tijekom tog razdoblja. Princ je zadovoljan napustio zemlju te je u listopadu, pred Općom skupštinom UN-a, održao govor u kojemu je pohvalio Crvene Kmere i stao u obranu Sjedinjenih Američkih Država. Nakon toga otišao je na međunarodnu turneju te se nije vraćao u Kambodžu sve do prosinca. Prije povratka ponudio je svojim pratiocima mogućnost da odbiju povratak, na koncu polovica prinčeve pratnje odlučila je ostati u izgnanstvu. U međuvremenu, dok princ Sihanouk putuje po svijetu, Crveni Kmeri nastavljaju s uspostavom vlastitog sustava vlasti. Dana 9. listopada, Stalni komitet KPK na sastanku dodjeljuje zadatke partijskim čelnicima. Pol Pot je zadužen za pitanja vojske i gospodarstva, Nuon Chea za pitanje rada partije, propagande i obrazovanja, Ieng Sary za vanjske poslove, Khieu Samphan za rad vlade, Vorn Vet za industriju, Son Sen za sigurnost, Koy Thuon za vanjsku trgovinu, a Ieng Thirith za kulturu i "dobar život", premda je dijelila i resor vanjskih poslova sa svojim suprugom, Iengom Saryjem. Ova unutarnja podjela poslova poslužit će kao osnova za formiranje prve vlade Demokratske Kampućije početkom 1976. godine.

### Državni teror
Tijekom 1975. godine, diktatura Crvenih Kmera se postupno proširila na cijelu zemljuc. Narod je raspodijeljen po seoskim zajednicama, koje su također morale primiti bivše stanovnike gradova. Prema novoj ideološkoj osnovi narod je podijeljen u nekoliko kategorija:
1. "Svrgnuti", bivši pripadnici elite iz vremena Lon Nolovog režima te njegovi stvarni i navodni pobornici;
2. "Novi ljudi", stanovnici regija koje su nastale nakon administrativne reforme Crvenih Kmera 1975. godine, te;
3. "Stari ljudi", stanovnici ruralnih dijelova zemlje koji su ranije tokom građanskog rata bili pod kontrolom Crvenih Kmera.

Isključivo su "stari ljudi" uživali puna građanska prava. "Svrgnuti" su praktički bili obespravljeni, dok su "novi ljudi" mahom korišteni kao robovska radna snaga. Politička opozicija Angkaru nije bila dozvoljena, a režim Crvenih Kmera bio je obilježen naglašenim nasiljem i arbitrarnošću. Velik broj aspekata privatnog života (ljubavni odnosi, obiteljski odnosi, privatni život, individualno ponašanje) potpao je pod cenzuru režima, koji je provodio radikalni puritanizam i egalitarizam. Bilo koji oblik stvarnog ili navodnog neposluha, ili pak presumirana lijenost u obavljanju obveznog rada, bili su osnova za smrtu kaznu. Ciljevi režima postali su i malobrojni preostali budisti, ali i različite društvene kategorije poput "intelektualaca", koji su bili ciljem progona i istrebljenja. Slične sudbine doživjele su i etničke te nacionalne manjine.
Službena politika Demokratske Kampućije prošla je kroz nekoliko razvojnih faza. Pobjeda iz travnja 1975. godine smatrana je dijelom "nacionalne revolucije", nakon koje su "lakeji američkog imperijalizma" bili eliminirani. U siječnju 1976. godine dolazi do proklamiranja sljedeće faze tzv. "demokratske revolucije", koja se poklapa s likvidacijom tzv. "potkapitalista", odnosno osoba koje su posjedovale financijski ili intelektualni kapital. "Socijalistička revolucija" iz 1977. godine trebala je dovesti do potpune kolektivizacije zemlje, pri čemu bi među narodom ostali samo "seljaci iz niže srednje klase" te najniže klase. Svaka faza bila je obilježena organiziranim državnim progonom onih skupina koje je tadašnja faza smatrala nepodobnima. Došlo je do uspostave opće politike špijuniranja građana i to preko uspostave mreže Angkarovih doušnika, koji su trebali sve nadgledati i sve znati.
U svrhu održavanja državnog terora, posebna "sigurnosna policija" Santebal postala je dio državnog aparata 1975. godine (iako je ona postojala još i prije uspostave režima Crvenih Kmera). Nedugo nakon uspostave režima, središte Santebala, zloglasni S-21, preselio je svoju administraciju iz Phnom Penha u zgradu bivše srednje škole u Tuol Slengu. U razdoblju od 1975. do 1975. godine, tamo će biti pogubljeno preko 20 000 ljudi čime je S-21 postao najzloglasniji i najsmrtonosniji zatvor u Kampućiji. Međutim, država službeno nije imala zatvore već je koristila izraz "centri za preodgoj", koji su bili uspostavljeni diljem zemlje i u kojima je primjena mučenja bila svakodnevna. Kako nije bilo sudova, primjena sankcija (uhićenja, mučenja, egzekucije) bila je arbitrarna i bez ikakve kontrole, a pogubljenja su se odvijala u nizu centara i lokacija diljem zemlje. Dodatni udar na narod bila je i glad, koja je zemlju pogodila 1977. godine. Naime, vladina četveroljetka iz 1976. godine predviđala je masivna ulaganja u poljoprivredu, ali se u kratkom roku pretvorila u potpunu katastrofu mahom zbog opće nesposobnosti kampućijske administracije. Istovremeno dok je velik dio stanovništva gladovao, vlasti su zabranile berbu voća smatrajući istu krađom kolektivne imovine kojom je upravljao Angkar.
Potpuna arbitrarnost sankcija, nepostojanje sudbene vlasti, razina okrutnosti kod pogubljenja i mučenja, sve je to navelo francuskog povjesničara Jean-Louisa Margolina da govori o "ubojstvu kao metodi vladavine".

### Reorganizacija režima i interne čistke
Unatoč rastućoj brizi oko političke situacije u zemlji te njegove vlastite uloge u cjelokupnom procesu, Norodom Sihanouk se 31. prosinca 1975. godine ipak vratio u Phnom Penh. Ovoga puta princa je dočekala ožalošćena masa, koja je klicala slogane u čast Angkara. Još uvijek formalno državni poglavar, premda zapravo zatvorenik, Sihanouk od tog trenutka više nije mogao sumnjati u ozbiljnost situacije. No, tijekom slijedećih tjedana svejedno je ostao u glavnom gradu te je udovoljavao željama Crvenih Kmera, te je 5. siječnja 1976. godine predsjedao sjednicom Vijeća ministara na kojoj je izglasan Ustav Demokratske Kampućije. Ustavom je definirano novo državno i društveno uređenje, koje se uvelike razlikovalo od ijednog dotadašnjeg. Kambodža je po prvi puta u svojoj povijesti postala socijalistička država.
Izbori za Predstavničku skupštinu, koje je uspostavio Ustav, najavljeni su za 20. ožujka iste godine. Sihanouk je tada ne želeći više podržavati Crvene Kmere dao ostavku na sve pozicije, međutim Pol Pot ju je odbio te ga je prisilio da sačeka ishod glasovanja. Izbori su održani bez ikakve kampanje, a 250 predstavnika nije izabrano već ih je Partija postavila na položaj. Deset dana nakon izbora 30. ožujka, vrh Komunističke partije Kampućije odlučio se na formiranje stvarne vlade (tzv. Administracije) na čelu s Pol Potom, čiji su potpredsjednici bili Ieng Sary, Vorn Vet i Son Sen. Sihanoukova ostavka javno je objavljena 2. travnja nakon što su Crveni Kmeri odlučili prihvatiti istu, istovremeno odbacujući dotadašnju iluziju o postojanju zajedničkog fronta. GRUNK i FUNK su službeno prestali postojati. Vršitelj dužnosti premijera postao je Khieu Samphân, koji je nakratko preuzeo funkciju od Penna Noutha. Iako su neki članovi kraljevske obitelji nestali, Sihanouk i njegova obitelj (supruga i dvojica sinova) su zadržani u zemlji u kućnom pritvoru, pošto je njihov diplomatski značaj bio prevelik da bi ih režim tek tako likvidirao.
U travnju 1976. godine, bivši vojni upravitelj Istočne zone Chan Chakrey pokušao je izvesti državni udar podizanjem oružane pobune u Phnom Penhu. Država se brzo i učinkovito obračunala s ustanicima, a njihov vođa je uhićen i zatvoren u Tuol Sleng (S-21), gdje je ubrzo umro. Tijekom ispitivanja pod torturom, Chan je priznao svoje članstvo u špijunskoj organizaciji koju su organizirali Vijetnamci, CIA i Sovjeti.
Kampućijski parlament, tzv. Predstavnička skupština kampućijskog naroda započeo je svoju prvu (i jedinu) sjednicu 10. travnja 1976. godine na području bivšeg stadiona. Prva točka dnevnog reda bio je izbor deseteročlanog Stalnog komiteta. Skupštinom je predsjedao Nuon Chea, a njegovi su zamjenici bili Ta Mok i Khek Penn. Zbog Chanovog ranijeg pokušaja državnog udara, vrh Partije bio je nepovjerljiv prema Istočnoj zoni što je dovelo do toga da Predstavnička skupština smijeni njezinog tadašnjeg upravitelja So Phima s mjesta potpredsjednika Skupštine u korist Ta Moka. Četiri dana kasnije, Pol Pot je službeno potvrđen kao predsjednik vlade. Khieu Samphan je zamijenio princa Sihanouka kao državni poglavar s titulom predsjednika Državnog prezidija. Prema Ustavu, Državni prezidij trebao je predstavljati izvršnu vlast u Kampućiji, međutim nema nikakvih dokaza o tome da se to kolektivno tijelo ikada sastalo. Nakon izbora svih izvršnih organa Predstavnička skupština je raspuštena, a do pada režima 1979. godine, više se nikada neće sastati.
Nakon što je potvrđen kao premijer, Saloth Sar, odnosno Pol Pot, po prvi puta je javno preuzeo svoju funkciju stvarnog vođe Crvenih Kmera nakon desetljeća skrivanja, premda i dalje pod pseudonimom i s lažnim životopisom. Režim je u fabriciranoj biografiji tvrdio da je Pol Pot bio "radnik na plantaži kaučuka" te da je bio pripadnik pokreta Khmer Issarak. Pol Pot je i dalje nastavio s diskretnim djelovanjem te se vrlo rijetko pojavljivao u javnosti. Nijedan službeni portret nije pušten u javnost tako da se jedino usporedbom starih fotografija Pol Pota i podataka dobivenih od zapadnih obavještajnih službi moglo utvrditi da su komunistički gerilac Saloth Sar za kojega se vjerovalo da je mrtav i Pol Pot jedna te ista osoba. U širem kontekstu cjelokupna je državna politika Demokratske Kampućije bila prekrivena velom tajne. Službene državne institucije mahom su bile fiktivne u svom karakteru, dok je stvarna priroda vladajućeg Angkara, čije se ime nije spominjalo u ustavu, ostala skrivena. Takvo je stanje vladalo sve do 27. rujna 1977. godine kada je Pol Pot tijekom posjeta Pekingu u radijskom obraćanju objavio kako je Angkar zapravo Komunistička partija Kampućije, što je bila prva javna i službena potvrda te činjenice.
Tog istog dana Pol Pot se povukao s mjesta premijera navodeći zdravstvene razloge. Naslijedio ga je Nuon Chea, ali samo kao vršitelj dužnosti koji se i sam povukao 19. listopada iste godine, nakon čega se Pol Pot vratio na položaj (25. listopada). Pol Potovo privremeno povlačenje bilo je čini se motivirano unutarnjim borbama frakcija unutar Crvenih Kmera, ali i pokušaj da se ugodi Vijetnamu, odnosi s kojim su se već bili pogoršali, i do neke mjere Sovjetskom Savezu. Izgleda doduše da su Vijetnamci doista povjerovali u tu Pol Potovu igru, nadajući se da će Nuon Chea biti znatno bolji suradnik. Istina je ipak bila ta da se Pol Pot nikada nije stvarno namjeravao odreći vlasti i da je sve to bila samo interna igra kako bi se provela čistka u redovima Crvenih Kmera. Vijetnamci uopće neće dobiti priliku pomoći svojim pobornicima u redovima Crvenih Kmera, s obzirom da će Pol Pot i Ieng Sary provesti brzu eliminaciju svojih protivnika.
Unutarnji život kampućijskog režima bio je obilježen trajnim i fatalnim progonima, odnosno čistkama. Pobornici princa Sihanouka su ekspresno likvidirani, a ista sudbina zadesila je i bivše pripadnike pokreta Khmer Issarak, koji su optuženi za preveliku bliskost s Vijetnamom. Međutim, mete režimskih progona ubrzo su postali i sami Crveni Kmeri. Tadašnji "brat broj 6" Keo Meas uhićen je je u rujnu 1976. godine te je umro u Tuol Slengu, isto kao i bivši Sihanoukov ministar i prebjeg među Crvene Kmere Hu Nim, koji je bio jedan od glavnih gospodarskih ideologa pokreta. Tijekom 1977. i 1978. godine, atmosfera unutarnjeg terora bila je samo dodatno pojačana pogoršanjem odnosa između Kampućije i Vijetnama. Tvrdolinijski članovi Angkara predvođeni Pol Potom, Iengom Saryjem i Ta Mokom, ubrzo su eliminirali sve stvarne i navodne provijetnamske kadrove u svojim redovima. Ironično, ali dobar dio žrtava u zloglasnom zatvoru S-21 sačinjavali su upravo kadrovi Crvenih Kmera. U travnju i svibnju 1978. godine, postrojbe predvođene Ke Paukom i Son Senom napadaju Istočnu zonu zemlje kojom upravlja So Phim, gdje je ranije došlo do pobune. Potpuno izgubljen So Phim si oduzima život, a brojni Crveni Kmeri s tog područja, među kojima su bili Heng Samrin te mladi Hun Sen, mogli su svoje živote dugovati isključivo činjenici da su uspjeli pobjeći u susjedni Vijetnam.
Početkom studenoga 1978. godine, Komunistička partija Kampućije održava svoj peti kongres te se odlučuje za novi pravac, što je bila posljedica uspona Ta Moka u partijskoj hijerarhiji. Potonji je postao treća osoba unutar Partije iza Pol Pota i Ienga Saryja. Dotadašnji Pol Potov zamjenik i ministar gospodarstva Vorn Vet izgubio je podršku koju je ranije uživao, te je nedugo nakon kongresa uhićen i odveden u S-21, gdje je pod mučenjem priznao da je bio agent Vijetnama i CIA-je, nakon čega je pogubljen. Vorn Vet je prema nekim izvorima planirao državni udar za kasno ljeto 1978. godine, što je i bio povod njegova kasnijeg uhićenja, međutim nema nikakvih konkretnih dokaza o tome izuzev, kako tvrdi druga skupina izvora, pod torturom iznuđenog priznanja, koje je i iskorišteno kao osnova za Vornovo pogubljenje. U svakom slučaju, Vornovo pogubljenje bio je vrhunac posljednjeg velikog vala čistki (jer zemlja će ubrzo ući u rat pa će to postati prioritet Crvenih Kmera), a čiji se uzroci pripisuju Pol Potovoj paranoji oko odnosa s Vijetnamom, odnosno straha od potencijalnog napada koji je doveo do toga da se okrenuo protiv vlastitih ljudi.

### Tenzije s Vijetnamom
Još i prije nego su preuzeli vlast u zemlji, odnosi između Crvenih Kmera i njihovih ideoloških istomišljenika iz Sjevernog Vijetnama bili su problematični, mahom jer su prvi željeli pobjeći od tutorstva Radničke partije Vijetnama i postati samostalni. Crveni Kmeri su također odbili sudjelovati u pregovorima koji su doveli do Pariškog mirovnog sporazuma o okončavanju Vijetnamskog rata 1973. godine. Sjeverni Vijetnam je tada prestao slati im svoju pomoć, ali je na taj način izgubio sredstvo vršenja pritiska nad njima. Dan nakon pada Phnom Penha 1975. godine, frakcija vojske Crvehih Kmera dobila je naredbu da se zauzme položaje uz vijetnamsku granicu, gdje je tijekom travnja i svibnja došlo do nekoliko manjih sukoba s vijetnamskom vojskom. U lipnju vijetnamski čelnik Lê Duẩn dolazi u Phnom Penh kako bi smirio situaciju. Tijekom sastanka Pol Pot mu se ispričao zbog "nerazumijevanja topografije" što ga je pokazala njegova vojska. Međutim, Crveni Kmeri su zapravo imali namjeru vratiti Kočinkinu, teritorij što ga je francuski protektorat Annam anektirao 1865., a koji je 1940. godine postao dio Vijetnama, a u Kambodži se smatrala kolijevkom njihove civilizacije. Od svibnja do rujna 1975. godine oko 150 000 Vijetnamaca je prošlo kroz proces "dobrovoljne repatrijacije" i vraćeno u Vijetnam, iako se zapravo radilo o protjerivanju, što je drastično smanjilo vijetnamsko stanovništvo u Kampućiji (progoni su, doduše, unatoč svemu bili osjetno manji i blaži nego za vrijeme Kmerske Republike). S druge strane, preostala manjina Vijetnamaca u Kampućiji je od 1976. godine dobila zabranu napuštanja zemlje.
Dana 1. travnja 1977. godine, centar je donio direktivu koja je označila drastičnu promjenu politike prema Vijetnamcima, Prema direktivi, lokalne su vlasti imale uhititi sve etničke Vijetnamce na svom području te ih predati službama državne sigurnosti. Sredinom iste godine, vojska Crvenih Kmera je izvela nekoliko manjih, ali fatalnih napada na vijetnamskom teritoriju, među kojima je i onaj na selo Prey Tameang u kojemu je masakrirano 200 civila. Vijetnamska vojska se suzdržavala kod protunapada i ulaska na teritorij Kampućije. S vremenom je protuvijetnamska propaganda Crvenih Kmera postajala sve žešća, a preostali etnički Vijetnamci na teritoriju Kampućije su ubrzo postali metom sustavnih egzekucija. Tijekom 1978. godine, Kampućija je također tajno pokušala organizirati pobune skupine Khmer Krom protiv vlasti u Hanoiju.
Vijetnam nije skrivao svoju namjeru da afirmira svoj status dominantne sile u regiji te je 18. srpnja 1977. godine potpisao sporazum o prijateljstvu i suradnji s Laosom. Demokratska Kampućija je odbila potpisati sporazum takvog tipa. S vremenom je politika Demokratske Kampućije sve više iritirala službeni Hanoi te su ovi, ne želeći također da Kampućija postane tête de pont prema Kini, tijekom ljeta 1977. godine odlučili riješiti taj problem.

### Krah Demokratske Kampućije
Dana 31. prosinca 1977. godine, Demokratska Kampućija je službeno raskinula sve odnose s Vijetnamom. Istoga dana dolazi do kratkotrajnog upada vijetnamske Narodne armije na teritorij Kampućije, koji je trajao do 6. siječnja 1978. godine. Iako kratkotrajan, upad vojske bio je koristan za gotovo 300 000 Kambodžana, koji su povlačenje susjedne vojske iskoristili kako bi prebjegli iz zemlje. Istovremeno dok službeni Phnom Penh javno niječe bijeg svojih stanovnika, Vijetnam potvrđuje da su ti ljudi prebjegli na njihov teritorij.
Tijekom 1978. godine, tenzije između dvaju susjednih zemalja dosegle su svoj vrhunac. Dok su Crveni Kmeri širili (radikalni) protuvijetnamski sentiment, njihovi susjedi su se metodično pripremali za borbu, podržavali oporbu Pol Potu u Kampućiji, te gradili izbjegličke kampove za kmerske disidente. Ratna histerija uzimala je sve više maha, a činilo se i kako je Phnom Penh patio od prenaglašenih teritorijalnih ambicija želeći povratiti deltu rijeke Mekong, koja je u povijesti značila kontrolu nad cijelom Indokinom. Jedan od primjera te ratne histerije bila je i objava Radio Phnom Penha iz svibnja 1978. godine netom prije pobune u Istočnoj zoni koja će potaknuti novi val čistki tijekom koje je objavljeno da će, ako svaki kampućijski vojnik ubije 30 vijetnamskih, biti potrebno samo 2 000 000 vojnika da se uništi cjelokupna populacija Vijetnama od 50 000 000 ljudi.
Pred kraj 1978. godine nekoliko desetaka tisuća Kambodžana i Vijetnamaca iz Kambodže nalazili su se u izgnanstvu u Vijetnamu. Početkom prosinca iste godine Radio Hanoi je objavio osnivanje Ujedinjenog nacionalnog fronta za spas Kampućije (FUNSK) u egzilu. Radilo se o heterogenoj organizaciji koju je sačinjavalo sedamdeset disidenata i izbjeglica, a čiju je ideološku različitost (bilo je tu i komunista i nekomunsita) anulirala zajednička opozicija Pol Potu te potpuna ovisnost o vijetnamskoj zaštiti. Predvodnik pokreta bio je Heng Samrin.
Istovremeno službeni Hanoi postaje sve manje tolerantniji prema napadima Crvenih Kmera na graničnom području i konačno dana 21. prosinca vijetnamski ministar obrane Võ Nguyên Giáp objavljuje kako će njegova zemlja upotrijebiti "silovitu vojnu snagu kako bi potpuno uništila neprijatelja". Bila je to službena objava rata, odnosno kulminacija višegodišnjeg sukoba između režima u Phnom Penhu i onog u Hanoiju. Invazija je postepeno započela već sljedećega dana da bi do 25. prosinca na teritoriju Kampućije bilo preko 150 000 pripadnika Narodne armije Vijetnama, koji su imali i zračnu podršku. Iako ih je opremila i podržavala Kina, oko 68 000 pripadnika kampućijske vojske bilo je u potpunom neredu, suočeno s brojčano i borbeno superiornijom vijetnamskom vojskom. Nakon samo nekoliko dana Crveni Kmeri su počeli bježati pred svojim protivnicima vodeći sa sobom tisuće civila. Oni civili koji su pružali otpor bili su masakrirani. S druge strane, dio pripadnika kampućijske vojske je dezertirao te se pridružio Vijetnamcima. Odnos snaga bio je takav da je vijetnamska vojska u samo dva tjedna kontrolirala više od polovice kambodžanskog teritorija.
Početkom siječnja 1979. godine većina čelnika Demokratske Kampućije bježi pred dolaskom vijetnamske vojske. Dana 5. siječnja princ Norodom Sihanouk je napustio kućni pritvor te se vratio u Phnom Penh, gdje se po prvi puta susreo s Pol Potom. Još uvijek aktualni premijer Kampućije mu je prilikom tog susreta prema prinčevim vlastitim riječima održao sumanuti govor u kojemu je iznio svoje uvjerenje kako će poraziti Vijetnamce uz podršku naroda. Također se zalagao i za vođenje dugoročnog gerilskog rata s ciljem protjerivanja neprijatelja, što će vrlo brzo postati službena taktika preostalih Crvenih Kmera u slijedećim godinama. Nakon što je pristao založiti se za Demokratsku Kampućiju pred Ujedinjenim narodima, princ Sihanouk je avionom evakuiran u NR Kinu.
Vijetnamska vojska je 7. siječnja ušla u Phnom Penh, koji je u tom trenutku već bio napušten i potpuno prazan. Tri dana kasnije Vijetnamci su na teritoriju Kambodže proglasili svoju marionetsku državu Narodnu Republiku Kampućiju, čime je Demokratska Kampućija prestala postojati. Na čelu države bio je disident Heng Samrin. Novi režim bio je obilježen snažnom vijetnamskom vojnom prisutnošću, ali i miješanom administracijom koja je radila za vijetnamske ciljeve. S druge strane, Hanoi je prebjege iz Crvenih Kmera smatrao podobnijim suradnicima i manje korumpiranim od bivših pripadnika pokreta Khmer Issarak te je favorizirao njihova imenovanja na administrativne funkcije nakon kratkog razdoblja "preodgoja". Naime, Vijetnam je pristao ne provesti čistku u Kambodži pod uvjetom da Pol Pot i Ieng Sary budu osuđeni na smrt (in absentia) tijekom slijedećih mjeseci, te da većina propagande novog režima bude usmjerena na denunciranje zločina iz razdoblja Demokratske Kampućije.

### Djelovanje Crvenih Kmera u izgnanstvu
Nakon kraha Pol Potovog režima Crveni Kmeri bježe prema sjeverozapadu zemlje te se smještaju u Tajlandu, gdje su im vlasti nekoliko desetljeća dozvoljavale život na područu granične pokrajine Trat, odakle su godinama organizirali i provodili gerilske operacije protiv provijetnamske vlasti u Phnom Penhu. Osim Tajlanda, Crveni Kmeri su uživali podršku Kine, Sjedinjenih Američkih Država. te političkih pokreta FUNCINPEC kojega je predvodio Norodom Sihanouk i FLNPK kojega je predvodio Son Sann. Godine 1982. ti su politički pokreti osnovali koalicijsku vladu Demokratske Kampućije u kojoj su Crveni Kmeri i dalje imali glavnu riječ, a koja je figurirala kao službena kambodžanska vlada u izgnanstvu. Naime, Crveni Kmeri uspjeli su zadržati mjesto u Ujedinjenim narodima te su, unatoč faktičkom gubitku vlasti, i dalje uživali međunarodno priznanje u odnosu na NR Kampućiju. Dapače, Crveni Kmeri su i dalje nastavljali koristiti naziv Demokratska Kampućija, premda država nije postojala od 1979. godine.
Gerilsko djelovanje Crvenih Kmera, kao i funkcioniranje vlade u egzilu, nastavilo se sve do potpisivanja mirovnog sporazuma u Parizu 1991. godine, koji je stipulirao osnivanje prijelazne uprave Ujedinjenih nacija, koja je trebala urediti stanje u zemlji. Nakon održanih izbora i donošenja novog ustava 1993. godine, došlo je do ponovne uspostave Kraljevine Kambodže. Svi ovi događaji imali su za posljedicu potpuno raspuštanje Crvenih Kmera, s tim da su se posljedni gerilci službeno predali tek 1998. godine.

## Politika
Osnovna politička i društvena struktura Demokratske Kampućije iznesena je u Ustavu, koji je na snagu stupio u 5. siječnja 1976. godine, a od tog je trenutka dotadašnja država Kampućija i službeno postala Demokratska Kampućija. Izrada samog ustava trajala je gotovo godinu dana. Vladajuća elita je već u travnju 1975. godine imala osnovni nacrt budućeg državnog i društvenog uređenja, međutim izrada cjelokupnog teksta trajala je sve do prosinca 1975. godine kada je isti završen. Konačni tekst ustava usvojen je 19. prosinca 1975. godine, a na snagu je stupio sljedećeg mjeseca. Prema Ustavu, Demokratska Kampućija je "nezavisna, ujedinjena, miroljubiva, neutralna, nesvrstana i suverena država koja uživa teritorijalni integritet". Glavni grad je bio Phnom Penh.
Najviše ovlasti prema Ustavu imala je zakonodavna vlast, koja je utjelovljena u instituciji Predstavničke skupštine kampućijskog naroda. Predstavnička skupština je brojala ukupno 250 članova, koji su bili raspoređeni u tri kategorije (seljaci, radnici, vojska), a ustav je dalje propisivao da se predstavnici biraju izravnim i tajnim glasovanjem. Mandat predstavnika trajao je pet godina. Izuzev općih zakonodavnih ovlasti, Predstavnička skupština je imala i pravo izbora članova izvršne i sudbene vlasti. Predstavnička skupština sastala se samo jednom, u travnju 1976. godine.
Iako je najviše ovlasti bilo koncentrirano u rukama zakonodavstva, izvršna je vlast bila ta koja je u praksi držala svu moć ili još preciznije bio je to sam partijski vrh na čelu s Pol Potom i njegovim najbližim suradnicima, koji su držali sve ključne položaje u državi, a bili su znani i kao "Organizacija" (odnosno "Angkar"). Glavno izvršno tijelo, tzv. Administracija (u praksi je to bila vlada), bila je zadužena za provođenje zakona i političkih odluka Predstavničke skupštine, a njezine članove birali su skupštinski predstavnici.  Na jedinoj sjednici Predstavničke skupštine, onoj od 14. travnja 1976., izabrana je deveteročlana vlada na čelu s Pol Potom, koja je zapravo bila klanska, nepotistička oligarhija koja je preko državnog terora održavala svoju vlast. Neki članovi vlade kasnije su mijenjani jer su postali žrtve režimskih čistki. Drugo izvršno tijelo bio je tročlani Državni prezidij, koji je bio zadužen za predstavljanje države unutar i izvan njezinih granica. Državni prezidij je imao predsjednika (Khieu Samphan) i dva potpredsjednika, koje je na petogodišnje mandate izabirala Predstavnička skupština. Državna administracija praktički nije postojala, a njezinu je funkciju obavljala Komunistička partija Kampućije koja je koordinirala upravu na nacionalnoj razini, odnosno njezine podorganizacije, koje su koordinirale administraciju na lokalnoj razini.
Iako definirana u čl. 9 Ustava, sudbena vlast u praksi nije postojala. Crveni Kmeri su u potpunosti uništili sudski i pravni sustav koji je postojao za vrijeme Kmerske Republike, a bivši sudski i pravni službenici postali su državni neprijatelji te su ili protjerani ili pogubljeni. Narodni sudovi, čije su službenike trebali izabirati predstavnici, nikada nisu uspostavljeni tako da u Demokratskoj Kampućiji nikada nije došlo do vođenja sudskih procesa. Sudovi, suci i odvjetnici, zapravo cjelokupna pravna struka, nisu postojali. Država (odnosno, Partija) je, doduše, provodila svoj teror kroz reedukaciju, nehumane istrage i sigurnosne centre, međutim radilo se o arbitrarnim pravnim mjerama čija je jedina funkcija bila održavanje državnog terora i eliminiranje političkih protivnika. Zanimljivo je kako je ova masovna čistka pravne struke (u Demokratskoj Kampućiji je preostalo samo između 6 i 12 pravnika) dovela do toga da je sudbena vlast u Kambodži ponovo uspostavljena tek 1997. godine.
Ustav Demokratske Kampućije je na nominalnom planu bio usklađen s dobrim dijelom suvremenih tekovina i ne može se reći da je bio niti nazadan, niti radikalan kao i režim koji je iza njega stajao. Naravno, on je figurirao u političko-ideološkom kontekstu vladavine Crvenih Kmera za vrijeme Hladnoga rata, ali je unatoč tomu sadržavao velik broj modernih normi, čija je najveća boljka bila da nikada nisu provedene u praksi. Trodioba vlasti, koja je u ustavu propisana, nikada nije sprovedena do kraja jer sudbena vlast nikada nije uspostavljena, a sva je vlast bila koncentrirana u rukama vlade (Partije), dok su legislativa i proklamirana demokracija u praksi bile nepostojeće. Slično je bilo i s ljudskim pravima i ostalim odredbama koje su se ticale društvenog uređenja.

### Ideologija
Ideologija Crvenih Kmera formirala se kao kombinacija snažnih utjecaja maoizma, Komunističke partije Francuske te djela Marxa i Lenjina, koje su Crveni Kmeri kombinirali s idejom o rasnoj superiornosti Kmera. Sve to je stvorilo jednu specifičnu mješavinu nacionalistički obojenog komunizma koji je bio specifičan za Demokratsku Kampućiju.
Korijeni ovakvog ideološkog formiranja leže u činjenici da je velika većina predvodnika Crvenih Kmera (Pol Pot, Khieu Samphan i Kang Kek Iew) obrazovana u Francuskoj, gdje su došli u doticaj s ostavštinom Francuske revolucije i marksističkom idejom o klasnoj borbi. Činjenica je da su vođe Crvenih Kmera mahom bili obrazovani intelektualci, što ih je u određenoj mjeri alieniralo od "običnih ljudi", radnika i seljaka, međutim koliko su njihove ličnosti, odnosno oni sami, imali utjecaja u razvoju ideologije i njezinom radikaliziranju ka nasilju ostaje nejasno zbog postojanja proturječnosti među znanstvenicima i povijesničarima. Nezanemariva činjenica u svemu ovome jest i ta da su Crveni Kmeri dugo godina djelovali kao gerilci koji su ratovali protiv službenih režima. Povijesna okolnost ratovanja je tako kombinirana s ideološkim utjecajem iz Europe nesumnjivo utjecala na formiranje stava o nužnosti nasilja kao sredstva operacionalizacije ideologije.
Osnovna namjera Crvenih Kmera bila je pretvoriti Kambodžu u državu seljaka u kojoj bi korupcija i "parazitizam" života u gradovima bili potpuno iskorijenjeni. Ta komunalizacija provedena je tako što su obitelji razdvajane, a članovi istih su prisilno poslani na rad u polja, uključujući ženu i djecu. Slanjem istih na rad u poljima, režim je tvrdio kako je "oslobodio" žene, čime je, kako je to prokomentirao Zal Karkaria, "čini se, implementirao Engelsovu doktrinu u njezinom najčišćem obliku: žene su stvarale, stoga su bile oslobođene". Uz to gradsko stanovništvo je masovno iseljavano, a nedugo nakon konsolidacije vlasti režim je započeo genocidalnu kampanju bez presedana tijekom koje je stradalo 25% tadašnjeg stanovništva. Takvo nasilje imalo je u svojoj suštini ideološko opravdanje, odnosno bilo je opravdano ideologijom koja je zahtijevala "disproporcionalnu osvetu" prema bogatim i moćnim tiranima. U praksi je ta grupacija "narodnih neprijatelja" bila mnogo šira i uključivala je klasne neprijatelje poput bogatih kapitalista, intelektualaca, pravnika, stručnjaka i policajaca (uključujući i velik dio političkog kadra iz vremena Lon Nola), ali i etničke manjine poput Kineza, Vijetnamaca, Laošana i Chama. I dok je opravdanje genocida bilo vrlo jasno postulirano u ideološkim postavkama Crvenih Kmera, sustavno i institucionalno nasilje što su ga provodili nad narodom tijekom četiri godine vladavine zahtijevalo je, ipak, nešto dublje ideološko opravdanje.
Po pitanju nasilja kao kolektivnog djelovanja, antropolog Alexander Hinton je nakon revolucionarnog istraživanja zaključio kako je kolektivistički pristup nasilju od strane Crvenih Kmera imao dvije osnove. Prva je bila osveta, odnosno koncept prema kojemu bi klasni bijes prema bivšim tlačiteljima eskalirao do mjere "disproporcionalne osvete". Crveni Kmeri su ovime apelirali na najniže strasti kmerskog naroda i ponudili opravdanje za kolektivno nasilje, koje je Hinton usporedio s budističkim konceptom karme. Druga osnova ticala se lokalnih moćnika, kod kojih je središnja Organizacija stvorila atmosferu nepovjerenja i konkurencije, što je istovremeno poslužilo i kao osnova za paranoidne političke progone, ali i jačanje srediđnje vlasti u Phnom Penhu. Hinton se u svom radu dotaknuo i nasilja kao individualnog čina, odnosno nastojao je objasniti kako i zašto je nasilje bilo tako važno za individualne stanovnike Kampućije. Ideološka osnova za ovaj koncept leži u ideji "Nulte godine", konceptu prema kojem je režim Crvenih Kmera morao u potpunosti eliminirati sve tragove starih sustava i krenuti ispočetka, odnosno konceptu novih i starih ljudi, što ga je režim nametnuo nakon 1975. godine. Tako invazivno prodiranje države (javne sfere) u privatne živote građana dovelo je do načelnog nestanka individualnih interakcija, s obzirom da su se ljudi uglavnom nalazili u grupama. U kontekstu toga, kulturološki modeli poput časti, ugleda i srama su postali dio revolucionarne svijesti i statusa u kontekstu ideologije Crvenih Kmera. Država je lukavo iskoristila ovu transformaciju te izradila hijerahizirani sustav kategorija koji je bio predominantno politički u prirodi. U sklopu tog sustava država je na tijelima svojih žrtava urezivala kategorije kojima su pripadali, što je dalo osnovnu psihokulturološku podlogu za individualno nasilje. Naime, Hinton tvrdi da su kadrovi prakticirali nasilje kako bi s jedne strane očuvali ugled kojeg su uživali u društvu, odnosno s druge strane kako bi povratili ranije izgubljeni ugled. U individualističkom poimanju, koncept prihvaćanja i pripadanja zajednici, čak i ako je ona bila uvrnuta kao ona kampućijska, bio je imperativ, što je stvaralo poslušnost i motiviralo nasilje.
Režim Crvenih Kmera bio je jedan od najbrutalnijih režima u povijesti, pogotovo ako se uzme u obzir činjenica da su isti na vlasti bili samo četiri godine. Taj hibridni, nacionalističko-komunistički sustav ostao je zapamćen po svojoj nasilnoj ideologiji, odnosno po operacionalizaciji nasilja u svhru izgradnje poslušnog društva, ali i održavanja samoga sebe. Nasilje nije bilo samo državna mjera, već i kolektivna i individualna, te se provodilo na svim društvenim i političkim razinama postavši tako ideološka okosnica revolucionarne svijesti izgrađene od strane Crvenih Kmera.

### Vanjska politika
Iako je Pol Potov režim proklamirao autarhiju kao svoj konačni cilj, nije se u potpunosti izolirao od svijeta u političkom smislu. Iako je doseg vanjskopolitičkih i diplomatskih odnosa bio ograničen (uglavnom na komunističke zemlje) i mahom je ovisio o NR Kini, ukupno je devet zemalja imalo svoje ambasade u Phnom Penhu (NR Albanija, NR Kina, Sjeverna Koreja, Kuba, Egipat, Laos, SR Rumunjska, Sjeverni Vijetnam i SFR Jugoslavija), a Demokratska Kampućija imala je ambasade u NR Kini, Sjevernoj Koreji, Laosu i Vijetnamu, s tim da je potonja ambasada zatvorena 1977. godine. Ipak, svi su strani diplomati izuzev onih kineskih, tijekom svih godina Pol Potovog režima bili zatvoreni u svojim ambasadama. Postojali su i kontakti s Japanom oko uspostave diplomatskih odnosa, međutim projekt nikada nije zaživio unatoč službenim objavama kampućijske vlade. Diplomatski odnosi Demokratske Kampućije svoj su vrhunac dosegli 1978. godine, kada je i vanjska trgovina dosegla svoj zenit, te su bili prošireni na gotovo cijelu Istočnu Aziju i neke afričke zemlje.
Demokratska Kampućija je zadržala mjesto što ga je Sihanoukova Kambodža 1955. godine stekla u Ujedinjenim narodima te je, unatoč lošim diplomatskim odnosima uživala međunarodno priznanje. Uz to, zadržano je i članstvo u Pokretu nesvrstanih (od 1961.), dok je politika nesvrstanosti potvrđena čak i u Ustavu.
U kontekstu hladnoratovskih odnosa, Demokratska Kampućija je bila dijelom kinesko-sovjetskog konflikta oko hegemonije u Indokini. Naime, Sovjetski Savez i NR Kina su tijekom 60-ih godina raskinuli političke odnose, tako da je svaka od dvije komunističke velesile nastojala izgraditi svoju sferu utjecaja. Sovjeti su podržavali Sjeverni Vijetnam (i kasniji Vijetnam), a Kina je podršku pružila Pol Potovoj Demokratskoj Kampućiji, koja, premda je bila komunistička zemlja, nije imala diplomatske odnose s Moskvom. Odnosi s Kinom bili su izrazito bliski i Kampućija je godinama primala različite oblike pomoći od Pekinga. Dobre odnose režim je imao i sa susjedima Laosom, Tajlandom i, do 1977. godine Vijetnamom, a dobra povezanost bila je i sa Sjevernom Korejom, SFR Jugoslavijom i SR Rumunjskom.
Strani posjeti su, opet uz izuzetak Kine, bili izrazito rijetki, s tim da se situacija od 1977. godine postupno mijenjala. To je vjerojatno bila posljedica svijesti o neizbježnosti sukoba s Vijetnamom pa je Pol Pot poboljšavanjem diplomatskih odnosa pokušao steći međunarodnu podršku, ali i blagonaklonost Zapada, koji nije gajio simpatije prema prosovjetskoj vladi u Hanoiju. Tijekom 1977. godine, sjevernokorejski vođa Kim Il-sung je u otvorenom pismu izrazio podršku vladi u Phnom Penhu, a krajem studenog iste godine burmanski je vođa Ne Win postao prvi strani čelnik koji je došao na službeni posjet u Demokratsku Kampućiju. Posjet je trajao četiri dana. Slijedeća godina bila je osjetno bolja po tom pitanju. Došlo je do niza posjeta predstavnika međunarodnih prijateljskih organizacija (iz Belgije, Japana, Švedske, ...), velikog broja maoista, ali i po prvi puta u povijesti, dvoje novinara i znanstvenika iz jedne strane nekomunističke zemlje. Potonji posjeti dogodili su se nekoliko tjedana prije vijetnamske vojne invazije tako da je Pol Pot u razgovoru s novinarkom Elizabeth Becker iz Washington Posta izjavio kako je uvjeren da je Varšavski ugovor protiv Kampućije, što su neki promatrači protumačili kao pokušaj pridobivanja simpatija Sjedinjenih Američkih Država i Ceaușescuove Rumunjske, koja je bila kritična prema Moskvi. Vezano uz prethodno, upravo je posjet rumunjskog čelnika Nicolaea Ceaușescua i njegove supruge Elene, koji se odvio od 28. do 30. svibnja 1978. godine, bio vrhunac vanjske politike Pol Potova režima.

### Administrativna podjela
Po dolasku na vlast Crveni Kmeri su dokinuli administrativnu podjelu iz vremena Kmerske Republike i proveli opširnu administrativnu reformu 1976. godine. Zemlja više nije bila podijeljena na pokrajine, već na sedam geografskih zona koje su okvirno odgovarale ratnoj podjeli teritorija, koju su Crveni Kmeri koristili tijekom građanskog rata. Šest zona uspostavljeno je odmah, dok je sedma, Središnja zona formirana 1977. godine. Zone su dalje bile podijeljene na 32 regije (damban), s tim da su postojale i četiri "autonomne regije", koje nisu bile podređene upravi u zonama, već izravno Centralnom komitetu. Regije nisu imale zasebne nazive već su im bili dodijeljeni brojevi, a prema svim dostupnim informacijama ta je praksa bila rađena bez nekog posebnog reda. Regije su se dalje dijelile na distrikte, subdistrikte i kooperative.
Administrativna podjela Demokratske Kampućije od 1977. godine sa zonskim sekretarima u vrijeme uspostave izgledala je ovako:
| Naziv                    | Broj zone  | Zonski sekretar | Broj regija | Mapa |
| ------------------------ | ---------- | --------------- | ----------- | ---- |
| Zone                     |            |                 |             |      |
| Istočna zona             | Zona 203   | So Phim         | 5           |      |
| Jugozapadna zona         | Zona 405   | Ta Mok          | 4           |      |
| Sjeverna zona            | Zona 303   | Koy Thuon       | 3           |      |
| Sjeverozapadna zona      | Zona 560   | Nhim Ros        | 7           |      |
| Zapadna zona             | Zona 401   | Chuo Chet       | 5           |      |
| Sjeveroistočna zona      | Zona 108   | Ney Sarann      | 6           |      |
| Centralna zona           | Zona ???   | Ke Pauk         |             |      |
| Autonomne regije         |            |                 |             |      |
| Preah Vihear             | Regija 103 |                 | —           |      |
| Siem Reap-Oddar Meanchey | Regija 106 |                 | —           |      |
| Mondul Kiri              | Regija 105 |                 | —           |      |
| Kratie                   | Regija 505 |                 | —           |      |

### Vojska
Nakon uspostave Demokratske Kampućije, ranije Narodnooslobodilačke oružane snage kambodžanskog naroda koje su sudjelovale u građanskom ratu preimenovane su u Kampućijsku revolucionarnu armiju, kako je određeno i u čl. 19. Ustava. Vojska je tada brojala oko 68 000 članova, a njezin novi službeni naziv bio je isti onaj koji je korišten tijekom pobune uzgajivača riže u Battambangu 1967. godine. Pod dugogodišnjim vodstvom tadašnjeg ministra obrane Son Sena vojska je brojala oko 230 bataljuna. Prema Ustavu, Kampućijska revolucionarna armija dijelila se u tri kategorije: redovnu, regionalnu i gerilsku. Zapovjedna struktura unutar pojedinih formacija temeljila se na tročlanom komitetu u kojemu je politički komesar bio hijerarhijski viši od vojnog zapovjednika i njegovog zamjenika.
Vojska je zemlju podijelila u zone i posebne sektore, koji su se tijekom godina neznatno mijenjali. U sklopu tih područja prva i glavna misija Revolucionarne armije bila su sumarna pogubljenja bivših časnika Kmerske Republike (i ranijih režima), te njihovih obitelji. Sljedeći prioritet bila je konsolidacija, odnosno ujedinjenje više-manje autonomnih frakcija i grupacija u jedinstvenu vojsku. Većina članova Revolucionarne armije bili su operativci Crvenih Kmera, koji su na taj način koristili vojsku kako bi održavali i provodili svoju politiku državnog nasilja.

## Društvo
Prema okvirnim procjenama za 1975. godinu, Kambodža je u trenutku dolaska Crvenih Kmera na vlast imala oko 8 000 000 stanovnika. Većinsku etničku skupinu činili su Kmeri, a znakovitije manjinske skupine bili su Vijetnamci, Chami i Laošani. Ustav Demokratske Kampućije propisivao je potpuno egalitarno društvo navodeći da narod živi u "jednakoj, pravednoj, demokratskoj, harmoničnoj i sretnoj zajednici". Muškarci i žene su bili potpuno jednaki. Iako nije detaljno razrađivao propisana prava, Ustav Demokratske Kampućije je na nominalnoj razini bio donekle usklađen sa suvremenim ustavima te barem na papiru nije bio toliko restriktivan. Ipak, problem se pojavio prilikom provođenja ustavnih normi u praksi. Naime, Ustav Demokratske Kampućije bio je odviše liberalan i progresivan za režim koji je želio potpunu kontrolu nad svim vidovima javnog i privatnog života. Koncepti poput jednakosti, slobode vjeroispovijesti ili prava na kulturu, svi su oni redom bili nepomirljivi s autokratskim nazorima čelnika Crvenih Kmera. Kako su Crveni Kmeri imali svu vlast u zemlji, bez postojanja sustava kontrole, jasno je da su Ustavom proklamirana prava stavljena u drugi plan i da je Ustav Demokratske Kampućije u praksi funkcionirao izrazito ograničeno.
Nepoštivanje Ustava bilo je evidentno već u organizaciji društva, odnosno stratifikaciji koju je nametnuo Pol Potov režim. Građani, pa čak ni spolovi, nisu bili ravnopravni. Odmah po dolasku na vlast Crveni Kmeri su društvo podijelili na tri skupine: "svrgnuti", "novi ljudi" i "stari ljudi". "Svrgnuti" su bili oni Kambodžani koji su činili dio vladajuće elite iz vremena Lon Nolove Kmerske Republike, odnosno otvoreni pobornici tog režima. Kako se tu radilo i o klasnim i o režimskim neprijateljima, "svrgnuti" su po uspostavi Demokratske Kampućije u potpunosti obespravljeni te su u doglednom vremenu postali žrtvama režima. "Novi ljudi", znani još i kao "Ljudi od 17. travnja", bili su oni građani koji su nakon travnja 1975. godine evakuirani iz gradova. Iako se u velikoj mjeri radilo o bivšim stanovnicima ruralnih dijelova zemlje koji su u gradove pobjegli kako bi izbgjegli rat, režim ih je svejedno smatrao parazitima te je na njih gledao s prezirom i sumnjom. Tomu u prilog idu i slogani koji su kružili u to doba: "Ljudi od 17. travnja su parazitske biljke. Oni su ratni gubitnici i ratni zarobljenici." te "Sačuvati vas nije nikakav dobitak, izgubiti vas nije nikakav gubitak.". "Novi ljudi" nisu imali nikakvih prava te su uglavnom biti ciljem režimskog nasilja, mada dse intenzitet istog mijenjao od regije do regije. "Stari ljudi" ili "Bazni ljudi" bili su jedina društvena skupina koja je uživala određena prava, a sačinjavali su ju stanovnici ruralnih dijelova zemlje, koje su Crveni Kmeri osvojili prije travnja 1975. godine. Oni su se dijelili na dvije skupine, punopravni ljudi i kandidati. Punopravni ljudi su jedini imali velika građanska prava, a radilo se u ljudima koji nisu imali nikakvu rodbinu povezanu s Lonovim režimom. Imali su aktivno i pasivno biračko pravo te su mogli biti birani na funkcije unutar partije i partijskih organizacija. Kandidati su s druge strane bili oni građani čija je rodbina bila povezana s Lonovim režimom. Uživali su ograničena prava te su bili tolerirani dok god su naporno radili.
Država je nastojala kontrolirati sve vidove društvenog života, tako i privatni. Dotadašnja struktura privatnog i obiteljskog života je uništena, a od 1975. godine su obitelji organizirane u tzv. kooperative. Ideja kooperativa nastala je od ranijeg koncepta "timova međusobne pomoći", koje su Crveni Kmeri na područjima osvojenima prije 1975. godine organizirali okupljajući između 10 i 30 obitelji. Ti su timovi 1975. godine pretvoreni u "niže kooperative", koje su se znale sastojati od nekoliko stotina ljudi pa do cijelih sela. Do 1977. "niže kooperative" su postupno grupirane u veće skupine, koje su znale brojati i oko 1000 obitelji. Poanta kooperativa bila je ideološka, odnosno ukljanjanje kapitalističkog načina života i privatnog vlasništva, ali je za posljedicu imala uništenje obiteljskog života u Kambodži. Takav kolektivistički način života dokinuo je tradicionalne elemente privatnog obiteljskog života i stvarao velike neugode pripadnicima kooperativa. S druge strane, režimu je omogućio strožu kontrolu nad privatnim životima svojih građana. Jedan vid te kontrole bilo je i sklapanje braka, proces koji je doživio drastične promjene za vrijeme vladavine Crvenih Kmera te je dodatno ograničavao osobne slobode građana i njihove privatne živote. Naime, sklapanje braka u Kampućiji bio je masovni obred od 3 pa do preko 100 parova odjednom. Nikakvog slavlja nije bilo, a članovi obitelji budućih supružnika nisu smjeli prisustvovati obredu. Brakovi su bili dogovoreni, odnosno parove je birao Angkar (bilo je situacija da se budući supružnici prvi puta upoznaju i vide na samom vjenčanju), a često i prisilni. Ovo potonje je najčešće bilo u slučaju žena koje bi bile prisiljene udati se za vojnike jer im je u suprotnome zaprijećeno torturom ili teškim radom. Prisilni brakovi su doveli i do povećane stope samoubojstva među ženama. Dječja prava također su bila izrazito ugrožena, posebice u obliku prisilnog rada koji je nametan djeci.
Iako je Ustav Demokratske Kampućije propisivao slobodu vjeroispovijesti, ista nikada nije provedena u praksi. Doduše, ustav jest zabranjivao sve religije koje potencijalno podrivaju režim, ali iste nikada nisu definirane, što je davalo veliku arbitrarnost cijelom postupku. Demokratska Kampućija je provodila državni ateizam na svim razinama, unatoč činjenici da je budizam imao snažan utjecaj na kambodžansku kulturu i svakodnevnicu, pa tako i za vrijeme režima Crvenih Kmera. Vjerske skupine su proganjane, a njihovo djelovanje je onemogućavano na svim razinama.

### Kambodžanski genocid
Jedan od središnjih dijelova povijesti Demokratske Kampućije, a koji se izravno odnosi na tamošnje društvo, jestniz masovnih ubojstava vlastitog naroda, koju se danas najčešće opisuje kao autogenocid. Ta politika unatardržavnog nasilja započela je još pred sam kraj Lon Nolovog režima na područjima pod kontrolom Crvenih Kmera, samo da bi se nakon preuzimanja vlasti 1975. godine usustavila i dodatno intenzivirala. Već je tijekom početne evakuacije gradova i prisilnih marševa u ruralne dijelove zemlje velik broj Kambodžana umro od posljedica gladi i bolesti. Nešto kasnije, prisilni rad u agrarnim kooperativama također je odnio značajan broj žrtava. Uz to, deseci tisuća ljudi su bez stvarnog razloga ili zbog beznačajne sitnice etiketirani kao (navodni) "neprijatelji revolucije" te su se nad njima vršile masovne egzekucije na tzv. poljima smrti. Čak ni članovi partije nisu bili pošteđeni potonjeg procesa. Od 1975. do 1978. godine došlo je do nekoliko valova čistki u kojima su pogubljeni brojni dužnosnici i neki čelnici KP Kampućije.
Procjene broja žrtava uvelike variraju od nekoliko stotina tisuća pa do par milijuna. Ben Kiernan s Yalea procjenjuje da je u sklopu autogenocida ubijeno oko 1 600 000 od oko 8 000 000 ljudi. U jednoj od konzervativnijih procjena, Michael Vickery je prema statističkim podacima Angusa Maddisona broj žrtava procijenio na oko 750 000. David Chandler je baratao brojkom od između 800 000 i 1 000 000 žrtava, dok su najliberalnije interpretacije išle do dva, čak i tri milijuna žrtava.
Francuski svećenik François Ponchaud koji je do 1975. godine živio u Kambodži a kasnije u Tajlandu u svojoj je knjizi Cambodge, année zéro (1977.) upoznao svjetsku javnost s činjenicom postojanja genocida u Kambodži. Svoju je knjigu temeljio na vlastitim iskustvima dok je živio u Phnom Penhu, odnosno na izjavama svjedoka Kambodžana koji su uspjeli pobjeći u Tajland. Jedan od rijetkih zapadnih intelektualaca koji je stao u obranu Pol Potovog režima bio je britanski srednjoškolski profesor Malcolm Caldwell koji je ubijen 1978. godine u Phnom Penhu samo nekoliko sati nakon sastanka s Pol Potom pod još uvijek nerazjašnjenim okolnostima. Caldwell je zdušno branio evakuaciju gradova tvrdeći da je ona bila nužna za "pročišćenje i transformaciju" stanovništva kroz naporan rad na poljima riže te ju je vidio kao umjerenije sredstvo u odnosu na masovna pogubljenja koja bi se svakako dogodila da evakuacije nisu provedene.
Kambodžanski genocid je često referenciran u popularnoj kulturi te se o njemu govori kao o jednom od najvećih zločina suvremene povijesti.

## Gospodarstvo
Gospodarski sustav Demokratske Kampućije, što su ga 1975. godine uspostavili Crveni Kmeri, slovi za apsolutno revolucionarni i u cijelosti jedinstven u povijesti. Glavni ideolozi tog sustava bili su Khieu Samphan i Hu Nim, a uzor je pronalazio i u kineskom Velikom skoku naprijed, s tim da su te ideje u Kampućiji još dodatno radikalizirane. Ultimativni cilj bilo je stvaranje potpuno autarhičnog sustava i trenutna kolekvitizacija gospodarskog života uz naglasak da bi se narod trebao poticati da samostalno prihvati i provodi reforme, a ne da im se iste nameću silom. Ipak, iako su Kheu i Hu bili glavni gospodarski ideolozi, nijedan od njih nije predlagao neke od realiziranih radikalnih ideja.
Nedugo nakon preuzimanja vlasti, Crveni Kmeri su dekretom objavili kako je dotadašnja državna valuta kambodžanski riel postala nevažeća. Ranije su postojali planovi da se stari riel zamijeni novom valutom, a nakon kraha režima su čak pronađene i odgovarajuće pločice za tiskanje novca, međutim na partijskom kongresu iz veljače 1975. godine odlučeno je kako će novac u Kampućiji biti u cijelosti ukinut. Od travnja 1975. godine zbog takve odluke došlo je do zastoja trgovine u zemlji. Nedugo nakon prve radikalne odluke uslijedila je i druga, koja se sastojala u ukidanju svih trgovina u zemlji.
Vladajuća "Organizacija" je svoj prvi konkretni gospodarski plan, tzv. Partijin četvrtogodišnji plan za izgradnju socijalizma u svim domenama, predstavila dekretom tijekom ljeta 1976. godine. Kampućijska četveroljetka sastojala se od izražene kolektivizacije te značajnog ulaganja u primarne djelatnosti, koje su trebale biti nositeljice ideje o autarhiji i samodostatnosti, dok su tercijarne djelatnosti koje su smatrane parazitskima svedene na minimum. Kolektivizacija je nakon nacionalne obrane bila postavljena kao najvažniji cilj nove vlasti, a započela je odmah 1976. godine kada je narodu preko dekreta naređeno da svoje privatne stvari (uključujući i kuhinjske predmete) donese kako bi se one kolektivno koristile. Konačni cilj Crvenih Kmera bio je stvoriti apsolutno samodostatnu i u gospodarskom smislu nezavisnu zemlju koja bi izvršila tranziciju iz nerazvijene poljoprivredne zemlje u modernu razvijenu poljoprivrednu zemlju.
Okosnica kampućijskog gospodarstva bila je riža i ulaganje u razvoj te kulture bila su iznimne važnosti. Narod se preko popularnih parola (poput "Tko posjeduje rižu, ima sve" ili "Treba po jednom hektaru proizvoditi tri tone") potican na uzgoj riže, dok je država željela povećati proizvodnju povećanjem obradivih površina te sustavima kanala i brana pomoću kojih bi se kontroliralo navodnjavanje tih polja. Potonji sustav je doduše gradio narod. Nakon riže drugi najvažniji proizvod bio je lateks, a nakon njega drvo, oba važne sirovine u vanjskoj trgovini, koja je postepeno obnavljana od listopada 1976. godine. Kako je unutarnja trgovina zbog ukidanja novca bila obustavljena, Kampućija je koristila robnu razmjenu kroz vanjsku trgovinu kako bi obnovila nacionalno gospodarstvo. Glavni partneri bili su Kina, Japan, Ujedinjeno Kraljevstvo, Francuska i Sjedinjene Američke Države, a kasnije i Hong Kong, Singapur, Madagaskar, Tajland, Sjeverna Koreja te Bangladeš.
Iako nije bila razvijana jednako kao i poljoprivreda, industrija je također bila važan dio kampućijske gospodarske politike te nipošto nije bila zanemarivana. Nedugo nakon konsolidacije režima, velik broj kineskih "savjetnika" jdošao je u Kampućiju kako bi pomogao u obnovi infrastrukture, ali i tvornica, koje su bile zatvorene tijekom građanskog rata. Međutim, činjenica da su kampućijske vlasti obnovu svoje industrije povjerili odanim revolucionarima, a ne školovanim stručnjacima (iz bivših režima), dovela je do konačnog kraha projekta reindustrijalizacije. Pred kraj 1978. godine, samo su 54 industrijska postrojenja koja su bila u funkciji od 1970. godine ponovo stavljena u aktivnu funkciju. Sukladno bliskim trgovinskim odnosima, Kinezi su u Kampućiju dostavljali gorivo, lijekove, poljoprivredni materijal, mehanizaciju, ali i vojnu opremu.
Unatoč činjenici da su tercijarne djelatnosti opisane parazitskima i praktički zanemarivane, četveroljetka je predviđala i ograničen razvoj turizma, koji je trebao biti koncentriran na kompleks Angkor, "velika ostvarenja" režima Crvenih Kmera i specijalne zone modelirane prema onima uspostavljenima 1975. godine u provincijama Kandal i Kampong Speu. Projekt je pokrenut na ljeto 1978. godine. Stari zatvor u Siem Reapu je zatvoren, grad je očišćen, a postojao je i plan za izgradnju pruge do Bangkoka. Ipak, projekt je ubrzo obustavljen zbog pada režima Crvenih Kmera tijekom 1979. godine..

## Kultura i obrazovanje
Po dolasku Crvenih Kmera na vlast, sva dotadašnja i tradicionalna (folklorna) kultura u Kambodži je praktički potpuno uništena u sklopu Pol Potove "borbe protiv praznovjerja". U skladu s novim početkom i idejom izgradnje autohtone nacionalne kulture Kmera, vlasti Demokratske Kampućije su svu staru, ali i modernu prozapadnu umjetnost proglasili dekadentnom te su započeli intenzivne progone umjetnika i intelektualaca. Kako je većina potonjih dolazila iz urbanih sredina, velik dio istih je po prisilnoj evakuaciji gradova poslan na prisilni rad u poljima, gdje se nisu mogli baviti intelektualnim radom. Ostatak istih je ili ubijen ili je uspio pobjeći iz zemlje.
Umjetnička produkcija u razdoblju Demokratske Kampućije bila je praktički nepostojeća. Na polju književnosti i likovne umjetnosti gotovo da ništa nije stvoreno, mahom jer su se ti umjetnici morali skrivati i tajiti svoju profesiju, dok je jedini kakav-takav opus nastao na polju filmske umjetnosti, premda se i tu radilo isključivo o propagandnim filmovima i dokumentarnim snimkama diplomatskih sastanaka i posjeta. Kambodža je imala značajnu tradiciju proizvodnje i gledanja filmova, međutim Crveni Kmeri su deurbanizacijom i osudom "stare" kulture gotovo uništili nacionalnu filmsku industriju, ali i publiku koja je odlazila u kino dvorane. Kambodžanska glazba, koja je od 60-ih godina pa nadalje pratila zapadne trendove i bila na svom kreativnom vrhuncu, također je praktički uništena, čak do te mjere da je vrlo mali broj djela iz razdoblja prije Demokratske Kampućije ostao sačuvan. Popularni pjevači poput Sinna Sisamoutha i Ros Serey Sothee proganjani su i na koncu ubijeni. U konačnici, pokušaj stvaranja "nove" kulture pod vodstvom Crvenih Kmera nikada nije zaživio, a nakon pada režima kambodžanska je kultura započela s postupnom obnovom.
Obrazovni sustav također je uništen. Crveni Kmeri su dokinuli stari obrazovni sustav tvrdeći kako je doprinosio očuvanju "stare" kulture, koju su oni proglasili dekadentnom i namjeravali izbrisati. Škole i sveučilišta su masovno zatvarana, često pretvarana u skladišta ili središta za ispitivanje (čak je i zloglasni Sigurnosni zatvor 21 utemeljen u prostorijama bivše srednje škole), a sama činjenica da je osoba bila profesor iz razdoblja prije Demokratske Kampućije bila je dovoljna da isti bude progonjen i ubijen. Ova činjenica je ironična upravo zato što je velik dio kadra Crvenih Kmera (Pol Pot, Ieng Sary, Son Sen, Kang Kek Iew, Yun Yat, Vorn Vet, ...) bio dio profesorske struke.
Četveroljetka iz 1976. godine predviđala je uspostvu novog obrazovnog sustava nakon što se svi tragovi "imperijalističkog" sustava potpuno izbrišu, međutim ta je praksa nejednako primjenjivana i ostavljana je na raspolaganje lokalnim čelnicima. Novi sustav predviđao je vrloograničen obrazovni program koji je uključivao čitanje, pisanje, osnove aritmetike i praktične vještine. Izuzev političkog obrazovanja i ideološke indoktrinacije, bilo kakvo teorijsko obrazovanje bilo je strogo zabranjeno. Profesori su birani po političkoj podobnosti a ne po stručnosti, što je znalo dovesti do situacija da su profesori bili potpuno nekompetentni za svoju funkciju ili da bi učenici obrazovani za vrijeme Kmerske Republike bili obrazovaniji od svojih predavača. Režim je također imao ideju uvesti tzv. "tehničko-strukovno obrazovanje", koje bi trajalo devet godina i bilo obilježeno razdobljma "rada na terenu". Kako bi odgovorili tim potrebama, Crveni Kmeri su kasnije otvarali neke stare škole, a krajem 1978. godine otvoren je i Viši tehnološki institut kmersko-sovjetskog prijateljstva, premda samo za djecu partijskih kadrova.

## Ostavština
Nasilna ostavština Demokratske Kampućije i danas proganja kambodžansku svakodnevnicu. U posljednje vrijeme vlasti su poduzele značajnije poteze kako bi se komemorirale žrtve Pol Potovog režima, pri čemu je bivši S-21 pretvoren u Muzej genocida Tuol Sleng, a polje smrti Choeung Ek nedaleko od Phnom Penha pretvoreno je u memorijalno središte. Obje ove lokacije popularne su turističke destinacije.
Međutim, osim uspostave ova dva velika memorijalna središta, vlasti se nisu pretjerano trudile naglašavati strahote kambodžanskog genocida, niti se o njima detaljno uči u kambodžanskim školama. Ovo je posljedica činjenice da su bivši kadrovi Crvenih Kmera ostali aktivni u kambodžanskoj nacionalnoj politici i nakon pada režima, te da su na taj način sprječavali suočavanje sa strahotama iz tog razdoblja.
Slično kao što je Holokaust imao odjeka na umjetničku produkciju u Europi, tako je kambodžanski genocid utjecao na Kambodžu. Brojna umjetnička djela nastala su pod utjecajem strahota preživljenih tijekom četverogodišnjeg razdoblja, od kojih je svakako najvažnije memoarska proza, koja se u početku počela pojavljivati već krajem 70-ih godina. Memoarska proza, koja se dijeli u dva vala, nastala je na temelju svjedočanstava disidenata, preživjelih, ali i njihovih potomaka, koji su u vrijeme režima još bili djeca. Glavna svrha bila joj je osvješćivanje javnosti o strahotama Pol Potovog režima. Značajni autori iz prvog vala su Haing S. Ngor (Haing Ngor: A Cambodian Odyssey, 1988.), François Ponchaud (Cambodge, année zéro, 1977.) i Pin Yathay (L'utopie meurtrière : un rescapé du génocide cambodgien témoigne, 1981.); autori drugog vala su mahom potomci žrtava i njihova su djela stilski uvelike različita. Najutjecajnije knjige iz ovog vala su First They Killed My Father (2000.) Lounga Unga, te Nawuth Keatova Alive in the Killing Fields (2009.). Filmska produkcija mahom je koncentrirana u brojnim međunarodno priznatim dokumentarnim filmovima, bilo da su producirani u Kambodži ili izvan nje. Vjerojatno najznačajniji među njima je Rithy Panhov S-21, la machine de mort Khmère rouge iz 2003. godine, koji je dobio brojne nagrade na svjetskim festivalima. Rithy je snimio i još tri značajna dokumentarca - Cambodge, entre guerre et paix (1991.), La terre des âmes errantes ( 2003.) i L'Image manquante (2013.). Značajan uvid u problematiku dao je i britanski televizijski dokumentarac Year Zero: The Silent Death of Cambodia iz 1979. godine, koji je bio jedan od prvih filmova o ovoj tematici. Na polju fikcije, najznačajniji je za Oscara nominirani britanski film The Killing Fields iz 1985. godine, temeljen na stvarnim događajima opisanim u knjizi The Death and Life of Dith Pran, američkog Pulitzerom nagrađenog novinara Sydneyja Schanberga.

## Vanjske poveznice
- Countrystudies.us: Democratic Kampuchea
- Archive.org: "Democratic Kampuchea is moving forward"
- Archive.org: "Democratic Kampuchea, a workers' and peasants' state in South-East Asia"
- Constitution of Democratic Kampuchea
- BBC News: "Dark memories of Cambodia's killing spree" – commemorating the 30th anniversary of the Khmer Rouge's demise.